# 마츠바라 히데노리
마츠바라 히데노리(일본어: 松原秀典, 1965년 11월 15일 ~ )는 일본의 남성 애니메이터·캐릭터디자이너.
1965년 11월 15일에 도야마현(富山県) 후쿠미쓰 정(福光町, 지금의 난토시)에서 태어났다. 다섯살 때인 1970년에 후쿠미쓰 정에서 다카오카시로 이사하여 이후 고등학교를 마칠 때까지 그곳에서 살았다.
도야마 현립 다카오카 공예고등학교 디자인과를 졸업 후 도쿄(東京)로 상경, 고쿠사이 애니메이션 연구소에 입소해서 2년간 작화기법을 배운 후, 동기들과 함께 활동하다가 1985년 당시 가이낙스에서 제작중이던 극장판 애니메이션 왕립우주군 오네아미스의 날개의 파일럿필름을 보고 감명을 받아 지인을 통해 가이낙스의 채용시험에 응시, 합격하여 동화스태프로 참여하면서 데뷔했다. 또한 이것을 계기로 1988년에 가이낙스에 입사했다.
1990년 신비한 바다의 나디아에서 5화 작화감독과 원화를 맡으며 실력을 검증받았지만, 이후 외부 애니메이션에만 참여한다는 질책을 받고 가이낙스 내부에서 방출당하다시피 되었다. 1990년에는 이미 코쿠사이애니메이션연구소 동기들과 소규모 스튜디오를 열고 그곳에서 작업을 할 정도였다.
1993년부터 1994년에 걸쳐 제작된 OVA 오! 나의 여신님에서 캐릭터 디자인을 맡으며 주목을 받았다. 1995년 신세기 에반게리온에서는 8화와 26화의 원화 애니메이터로 활동했다.
1996년 3월에 신세기 에반게리온이 종방된 후, 더 이상 버티지 못하고 공식적으로 가이낙스를 나온 이후부터 프리랜서로 활동했으며, 이후에는 스튜디오 에비스 소속으로 활동했다. 2000년 오! 나의 여신님 THE MOVIE, 2004년 암굴왕, 2005년 오! 나의 여신님 TV 애니메이션 1기, 2006년 오! 나의 여신님 TV 애니메이션 2기 -각자의 날개-, 2007년 오! 나의 여신님 스페셜 애니메이션 -싸우는 날개-의 캐릭터디자인을 맡으며 인기를 얻었다.
2006년 9월에 안노 히데아키감독이 발표한 에반게리온 신극장판 제작계획이 시작되면서, 가이낙스 시절의 선배인 사다모토 요시유키의 정식 참가제의를 받아들여 스튜디오 카라에 입사했다. 2007년 9월 1일에 개봉된 에반게리온 신극장판 : 서의 작화감독을 시작으로, 현재 스튜디오 카라의 에반게리온 신극장판 제작현장에서 작화감독 겸 원화스태프, 디자인에 참여하고 있다. 2008년에는 극장판 애니메이션 가시나무 왕의 캐릭터 디자인을 맡았으며, 현재는 2011년에 개봉 예정인 극장판 애니메이션 어느 비공사에 대한 추억의 캐릭터 디자이너로도 참여하고 있다.